# Linda Hansson
Linda Hansson, född 21 juli 1975, är en svensk före detta friidrottare (sprinter). Hon tävlade inhemskt för klubben Malmö AI.

## Personliga rekord
| Utomhus - 100 meter – 11,95 (Seoul, Korea 16 september 1992) - 100 meter – 11,88 (medvind) (Vellinge 5 juni 1999) - 100 meter – 11,7 (medvind) (Malmö 23 juni 1999) - 200 meter – 23,88 (Halmstad 17 juli 1999) - 300 meter – 38,69 (Lerum 22 augusti 1999) - 400 meter – 57,27 (Cuxhaven, Tyskland 23 juli 1999) | Inomhus - 60 meter – 7,60 (Malmö 10 februari 1999) - 200 meter – 24,17 (Malmö 31 januari 1999) - 400 meter – 55,70 (Bollnäs 6 februari 2000) |